# Куницеві акули
Куницеві акули (Triakidae) — родина акул ряду кархариноподібних (Carcharhiniformes).

## Опис
Довжина досягає від 37 до 220 см. Подібні на горбки маленькі зуби на верхній щелепі розташовані в 12, а на нижній в 14 рядів; вони мають яйцеподібне коріння і посередині підвищення у вигляді крапки. Всі плавці, виключаючи хвостовий, мають клиноподібну форму.

## Спосіб життя
Куницеві акули зустрічаються у всіх морях, належать до найбільш нешкідливих акул; вони ледачі, не дуже рухливі, мешкають групами і живляться переважно м'якотілими і ракоподібними, яких вони швидше розтирають, ніж розкушують зубами. Заради їжі вони тримаються, як правило, у нижніх шарах води, найчастіше на піщаному дні моря. Дитинчата, числом близько 12, з'являються на світ у листопаді.
 

## Роди
Відомо близько 9 родів з 45 видами:
- Furgaleus  Whitley, 1951
- Galeorhinus  Blainville, 1816
- Gogolia  Compagno, 1973
- Hemitriakis  Herre, 1923
- Hypogaleus  Smith, 1957
- Iago  Compagno & Springer, 1971
- Mustelus  Linck, 1790
- Scylliogaleus  Boulenger, 1902
- Triakis  Müller & Henle, 1839